# けんつめし
けんつめし（1998年10月30日 - ）はモバイルゲーム『クラッシュ・ロワイヤル』のプロe-Sports選手。本名は太田 研人（おおた けんと）。岐阜県多治見市出身。
日本のインターネット企業カヤックの子会社である、株式会社ウェルプレイドとマネジメント契約を締結しており、クラッシュ・ロワイヤルの日本人初のプロ選手となっている。

## 来歴
2016年5月頃、当時の高校の友人に勧められたのがきっかけで、オンラインストラテジーゲームのクラッシュ・ロワイヤルを始める。通っていた高校が進学校だったこともあり、一時的にプレイをやめたが、数ヶ月後に再熱した。その後、イベントに参加するなどしてゲーム内での知名度が高まり、YouTubeでの解説動画の投稿を始める。
高等学校在学中、プロのe-Sports選手になりたいという思いから、進学した専門学校を中退する。両親には、秘密で動画投稿をしていたことも加わり、プロ選手への道へ進むことを反対されたものの、最終的には応援を受ける身になる。2017年5月には日本一決定戦5月大会で4543人で優勝されプロとして注目されるようになる。
2018年2月5日、株式会社ウェルプレイドと専属マネジメント契約を締結したことを公表した。さらに同年3月7日、クラッシュ・ロワイヤルの運営元Supercellが主催する公式のプロリーグ、「クラロワリーグ2018」の開催が発表され、株式会社Gzブレインのチーム「FAV gaming」に特別選手の1人として採用される。
5月27日に開かれた2018年アジア競技大会の日本代表選考会でクラッシュ・ロワイヤルの日本代表メンバーに選出された。6月12日に6ヶ国の代表で争われた同大会の東アジア予選に出場したが、3勝2敗で敗退した。

## 主な大会戦績
- 「クラロワ 日本一決定戦5月大会」 優勝
- 「Clash Asia Crown Cup 2017」 3位タイ（ベスト4）
- 「クラロワ 日本一決定戦9月大会」 ベスト4
- 「クラロワ 日本一決定戦 THE FINAL」 ベスト16[4]